# Javier Chacón
cascas (Vélez-Rubio, Almería, 29 de julio de 1985) es un ciclista español. Debutó como profesional a finales del 2008 con el Contentpolis-AMPO profesional aunque anteriormente ya había disputado algunas carreras profesionales con la selección española.
En 2011 se tuvo que recalificar amateur, pero durante el mes de junio se anunció que actuaría como stagiaire en el Andalucía-Caja Granada desde el mes de agosto. En 2012 fue confirmado en la plantilla del equipo andaluz.
A finales del 2019 ingresó en el equipo Brócoli Mecánico. A día de hoy sigue perteneciendo al equipo lorquino. 

## Palmarés
2010
- 1 etapa de la Vuelta a Venezuela

2012
- 1 etapa del Tour de Azerbaiyán
- 1 premio de la combatividad Vuelta a España

## Equipos
- Contentpolis-Ampo (2008)[nota 1]
- Heraklion Kastro-Murcia (2010)
- Andalucía (2012)
- Keith Mobel-Partizan (2014-2015)
- Brócoli Mecánico Sakata-Bimi-Lorca (2019 - 2020)
- Súper Froiz (2021 - Actualmente)